# Cleptocaccobius seminulum
Cleptocaccobius seminulum är en skalbaggsart som beskrevs av Johann Christoph Friedrich Klug 1855. Cleptocaccobius seminulum ingår i släktet Cleptocaccobius och familjen bladhorningar. Inga underarter finns listade i Catalogue of Life.